# Олюнина, Алевтина Сергеевна
Алевтина Сергеевна Олюнина (Смирнова, Панарина) (15 августа 1942, д. Пчёлкино, Судиславский район Костромская область, РСФСР, СССР) — советская лыжница, олимпийская чемпионка (1972), 2-кратная чемпионка мира, 9-кратная чемпионка СССР, заслуженный мастер спорта СССР (1970).

## Спортивная карьера
- Олимпийская чемпионка 1972 в эстафете 3x5 км (с Любовью Мухачёвой и Галиной Кулаковой)
- Серебряный призёр олимпийских игр 1972 (10 км)
- Участница зимних олимпийских игр 1968 — 11 место (10 км), 20-е (5 км)
- На олимпийских играх 1972 — 4 место (5 км)
- 2-кратная чемпионка мира: 1970 (10 км, эстафета 3x5 км)
- 9-кратная чемпионка СССР: 5 км (1968, 1972), эстафета 4x5 км (1967, 1969, 1970, 1971, 1972, 1973, 1974).

## Награды
- 2 ордена «Знак Почёта» (в т.ч. 03.03.1972)